# Леонідово (Сахалінська область)
Леонідово (рос. Леонидово) — село у Поронайському міському окрузі Сахалінської області Російської Федерації.
Населення становить 1070 осіб (2013).

## Історія
З 1905 по 3 вересня 1945 року у складі губернаторства Карафуто Японії, відтак у складі Поронайського міського округу Сахалінської області.

## Відомі уродженці
- Соляник Володимир Іванович — український піаніст-віртуоз, народний артист України (2019).
- Таукешева Тетяна Дмитрівна — заступник Харківського міського голови (з 2003), Заслужений економіст України (2003).

## Населення
| 1925  | 1935  | 1959  | 1970  | 1979  | 1989  | 2002  |
| ----- | ----- | ----- | ----- | ----- | ----- | ----- |
| 86    | ↗3587 | ↗5314 | ↘2625 | ↗2726 | ↗2727 | ↘1363 |
| 2010  | 2013  |       |       |       |       |       |
| ↘1094 | ↘1070 |       |       |       |       |       |